# Da-Wen Sun

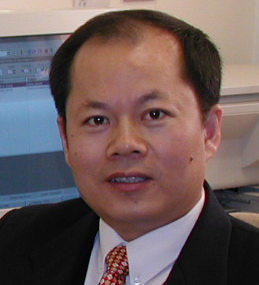
孙大文
孫大文
Da-Wen Sun

Sun Dawen (chinesisch 孫大文 / 孙大文, Pinyin Sūn Dàwén), auch bekannt unter dem Namen Da-Wen Sun, ist ein chinesischer Professor für Lebensmittel- und Biosystemtechnik am University College Dublin.

## Biographie
Er wurde im Süden Chinas geboren. Er hat Maschinenbau studiert und auf dem Gebiet der chemischen Verfahrenstechnik promoviert. Er begann seine Tätigkeit an verschiedenen europäischen Universitäten. Im Jahre 1995 wurde er als Dozent an die National University of Ireland gerufen. Dort wurde er Hauptdozent, außerordentlicher Professor und schließlich ordentlicher Professor. Als Professor für Lebensmittel- und Biosystemtechnologie leitet Sun inzwischen die Forschungsabteilung für Kältetechnik und computergestützter Lebensmitteltechnologie (FRCRT) an der Dubliner Universität (University College Dublin).

### Mitgliedschaften
Er ist
- Mitglied der Royal Irish Academy, 2010[1]
- Mitglied der Academia Europaea, 2011[2]
- Mitglied (Fellow) der Institution of Agricultural Engineers,
- Mitglied im Executive Board der CIGR (Internationale Kommission für Agrartechnik)
- und Ehrenvizepräsident der CIGR.
- Er ist registrierter Ingenieur (chartered engineer), der im englischen Ingenieursverband (UK Engineering Council) offiziell registriert ist.

Außerdem ist er
- Hauptschriftleiter von Food and Bioprocess Technology – an International Journal (Springer),
- Herausgeber der Buchreihe “Contemporary Food Engineering” (CRC Press / Taylor & Francis),
- früherer Schriftleiter des Journal of Food Engineering (Elsevier)
- und Mitglied der Redaktionsleitung für die Zeitschriften
  - Journal of Food Engineering (Elsevier),
  - Journal of Food Process Engineering (Blackwell),
  - Sensing and Instrumentation for Food Quality and Safety (Springer)
  - und Czech Journal of Food Sciences.

## Wissenschaftliche Tätigkeiten
Da-Wen Sun gilt international als anerkannter Experte auf dem Gebiet der lebensmitteltechnologischen Forschung und Lehre. Der Fokus von Da-Wen Suns Forschung liegt auf den Fragestellungen zur Qualitätserhaltung und Sicherheit von Lebensmitteln. In diesem Zusammenhang untersucht er Verfahren und Systeme zur Kühlung und Trocknung. Darüber hinaus beschäftigt er sich mit der Simulation biologischer Prozesse, ihrer Optimierung und computergestützten Visualisierungssystemen. Besonders seine Forschungsansätze zur Vakuumkühlung von verarbeitetem Fleisch, die Qualitätsbeurteilung von Pizza durch Bilderkennungsverfahren, oder die essbare Beschichtung auf Obst und Gemüse zur Verlängerung der Haltbarkeit fand bereits in zahlreichen nationalen und internationalen Pressebeiträgen Erwähnung.
Die Ergebnisse seiner Arbeit wurden in mehr als 180 Artikeln publiziert, hinzu kommen weitere 200 Beiträge zu Konferenzen. Darüber hinaus hielt er zahlreiche Vorträge in internationalen Forschungseinrichtungen über die Fortschritte auf dem Sektor der Lebensmitteltechnologie und präsentierte seine Ergebnisse auf internationalen Konferenzen.
Als einer anerkannten Autorität auf dem Gebiet der Lebensmittelforschung wurden ihm von 10 Universitäten Chinas (u. a. die Zhejiang University, Shanghai Jiaotong University, Harbin Institute of Technology, China Agricultural University, South China University of Technology, Jiangnan University) Beratertätigkeiten und Gastprofessuren übertragen.

## Auszeichnungen
In Anerkennung seiner Beiträge zur weltweiten Lebensmittelforschung und für seine Vorreiterrolle auf diesem Gebiet verlieh ihm die Internationale Kommission für Agrartechnik (International Commission of Agricultural Engineering – CIGR) im Jahre 2000 den CIGR-Preis für höchste Verdienste, den er im Jahre 2006 erneut erhielt. Die Institution of Mechanical Engineers (IMechE) mit Sitz im Vereinigten Königreich titelte ihn 2004 als „Lebensmittelingenieur des Jahres“ und schließlich wurde er 2008 nochmals mit einem CIGR-Preis geehrt.
Außerdem erhielt er eine Vielzahl von Auszeichnungen für exzellente Forschung und Lehre, einschließlich einer ranghohen Forschungsmitgliedschaft und er bekam zweimal den höchsten Forscherpreis des University College Dublin.

### Ehrungen und Auszeichnungen
- CIGR Recognition Award 2008 der CIGR (Internationale Kommission für Agrartechnik)
- AFST(I) Fellow Award 2007 des Verbands der Ernährungswissenschaftler und -technologen (Indien)
- CIGR Merit Award 2006 der CIGR (Internationale Kommission für Agrartechnik)
- President’s Research Fellowship 2004/2005 der Universitätsakademie Dublin
- Food Engineer of the Year Award 2004 des englischen Verbands der Maschinenbau-Ingenieure
- Who’s Who in Engineering and Science, seit 2000
- CIGR Merit Award 2000 der CIGR (Internationale Kommission für Agrartechnik)
- President’s Research Award 2000/2001 der Universitätsakademie Dublin
- Who’s Who in the World, seit 1999

## Werke
- Hyperspectral Imaging for Food Quality Analysis and Control, Elsevier (2009).
- Infrared Spectroscopy for Food Quality Analysis and Control, Elsevier, 416 pp., ISBN 978-0-12-374136-3 (2009).
- Modern Techniques for Food Authentication, Elsevier, 684 pp., ISBN 978-0-12-374085-4 (2008)
- Computer Vision Technology for Food Quality Evaluation, Elsevier, 608 pp., ISBN 978-0-12-373642-0 (2008)
- Computational Fluid Dynamics in Food Processing, CRC Press, 760 pp., ISBN 978-0-8493-9286-3 (2007)
- Handbook of Frozen Food Processing and Packaging, CRC Press, USA, 737 pp., ISBN 978-1-57444-607-4 (2006)
- Thermal Food Processing: New Technologies and Quality Issues, CRC Press, 640 pp., ISBN 978-1-57444-628-9 (2006)
- Emerging Technologies for Food Processing, Elsevier, 792 pp., ISBN 978-0-12-676757-5 (2005)
- Advances in Food Refrigeration, Leatherhead Publishing, 482 pp., ISBN 0-905748-83-2 (2001)
- The University Structure and Curricula on Agricultural Engineering, Food and Agriculture Organisation of the United Nations, 233 pp., ISBN 92-5-104447-3 (2000; PDF-Datei; 3,87 MB)